# True Colors (canción)
«True Colors» es una canción interpretada por la cantante estadounidense Cyndi Lauper, incluida en su segundo álbum de estudio del mismo nombre. La compañía discográfica Epic Records la publicó el 28 de agosto de 1986 como el primer sencillo del álbum. También figura en los discos recopilatorios Twelve Deadly Cyns... and Then Some (1994), The Essential Cyndi Lauper (2003) y The Great Cyndi Lauper (2003). Fue escrita por Billy Steinberg y Tom Kelly y producida por Lennie Petze y la intérprete. En un inicio, Steinberg escribió el tema acerca de su madre, siendo Kelly quien alteró el primer verso.
El tema obtuvo un buen recibimiento comercial, pues llegó a lo más alto en listas de Canadá y Estados Unidos, asimismo logró el Top 20 en más de ocho países y el puesto #12 en Reino Unido. En su país natal se convirtió en el segundo sencillo número uno de Lauper en el Billboard Hot 100, permaneciendo dos semanas consecutivas (desde el 25 de octubre de 1986). La crítica elogio el tema, considerándola como la mejor balada que ha tenido Lauper hasta la fecha. El video musical, dirigido por Patricia Birch retrata la historia de un amante a revelar su fragilidad interna, algo que la propia Cyndi hacía al prescindir de su actitud bulliciosa para afirmar con emoción que sí, este mundo volvía loco a su hombre: "Me llamas porque sabes que estaré allí". Lauper interpreta el tema con una confiada, aunque sensible madurez.
«True Colors» recibió una nominación a los Premios Grammy de 1986 en la categoría de "Mejor Interpretación Vocal Pop Femenina".Además se convirtió en un referente para la comunidad LGBT, siendo versionada por diferentes artistas, entre ellos: Phil Collins, Justin Timberlake, Miley Cyrus, Jennifer Lopez, Alicia Keys, además de haber aparecido en uno de los episodios de la comedia musical Glee.

## Antecedentes y composición
En una entrevista Billy Steinberg explicó que había escrito originalmente «True Colors» sobre su propia madre. Tom Kelly alteró el primer verso, ya que en un inicio decía: "Tienes una lista larga con tantas opciones, un ventrílocuo con tantas voces y tus amigos en lugares altos dicen dónde encajan las piezas. Tienes demasiadas caras en tu kit de maquillaje, pero veo tus verdaderos colores brillando". Posteriormente el dúo envió originalmente la canción a Anne Murray, quien pasó de grabarla para entregársela a Lauper. El demo presentando tenía la forma de una balada gospel basada en el piano como “Bridge over Troubled.
Bueno, me había llegado a través de Billy y Tom una canción de Anne Murray. Era muy gopsel, y nunca había escuchado algo así antes, pero no era mi estilo de música. Pero la melodía y las palabras realmente se quedaron.
«True Colors» pertenece al género power ballad y cuenta con sintetizadores, tambores, guitarra acústicas, panderetas. Se establece en clave de La menor, con 100 latidos por minuto. Con voces de C5 y G.

## Significado
"True Colors" representa un himno para la comunidad LGBT, siendo reivindicativo para motivar a las personas que se sienten sumisas en situaciones de tristeza, por ser víctimas de algún tipo de acoso o por no reconocerse como verdaderamente son (con sus colores verdaderos). De modo análogo, el papel de la música puede influenciar en la sensibilización sobre temas de igualdad, haciendo de este instrumento de integración un importante camino, para la búsqueda por mejores condiciones en la vida de la comunidad gay. 
Se puede interpretar la canción en el sentido de: Al reconocer sus verdaderos colores y el solo hecho de decir a otra persona que la acepta tal y como es. Representaría un importante paso para empoderar a una persona victimada por no poder aceptarse y entenderse como uno es.
Las palabras de motivación basadas en reconocer la belleza de cada individuo, por más diferente que pueda ser, por el color que tenga (en el sentido metafórico de la expresión que compone la propia diversidad de colores existentes, como los variados de un arcoíris y que no se debe tener vergüenza en asumir su propio color. Se hace alusión a la representación de los colores del arcoíris una vez que representa para la comunidad LGBT un símbolo de la diversidad. 

## The Colors Residence
Cyndi Lauper ha estado participando en distintos proyectos para la protección del colectivo en situación de exclusión social. Entre ellos uno en especial, que ha creado una residencia con el nombre de la canción - True Colors Residence- para los jóvenes que son victimados por la discriminación en cuestiones de orientación sexual e identidad de género, con el objetivo de frenar los suicidios entre los jóvenes en situación de vulnerabilidad social.

## Video musical
El video musical de la canción recibió una gran rotación en MTV . Estuvo dirigida por la coreógrafa Patricia Birch. En el video se puede apreciar a Lauper cantando en un escenario oscuro, con un flor de papel en la mano, mientras una niña (Catrine Dominique) y sus amigos construyen un castillo de nieve, Lauper lanza la flor de papel, la niña va a recogerla, mientras que con ella explora la playa y termina viendo a dos mujeres bebiendo té en bote. Lauper aparece en la playa con un elaborado tocado de joyas y una concha de mar en la mano, luego se la ve acostada sobre una sábana blanca, que un hombre de cabello largo (David Wolff) procede a jalar- Eventualmente comparten un beso. Después Lauper va caminando por la playa con una falda hecha de periódico, mientras pasa junto a una clase de escolares (sentados junto a un recién graduado). Al final del video, se inclina sobre un charco de agua (recordándonos a la portada del álbum). El video como comenzó (con Cyndi tocando el tambor).

## Recepción
El sencillo alcanzó el puesto #1 en el Billboard Hot 100 el 25 de octubre de 1986, superando a la canción Typical Male de la cantante Tina Turner en el primer puesto. También logró alcanzar el puesto #3 en Australia y Nueva Zelanda y el puesto #12 en las listas de singles del Reino Unido. 

## Legado
«True Colors» se convirtió en un estándar de la comunidad LGBTQ+. En varias entrevistas Cyndi ha explicado que la canción había resonado con ella, debido a la reciente muerte de su amigo, Gregory Natal, a causa del VIH/sida. Años más tarde Lauper cofundó "The Colors Fund", una organización sin fines de lucro, dedicada en erradicar la falta de vivienda de los jóvenes pertenecientes al colectivo.

## Impacto
Lauper se embarcó en un True Colors Tour de en el año 2007 con varios otros actos incluidos Deborah Harry y Erasure. La gira fue para la Campaña de Derechos Humanos para promover los derechos LGBT en los Estados Unidos y más allá. Una segunda gira True Colors ocurrió en 2008. Una versión coral de la canción fue utilizada en una serie de anuncios de televisión para la empresa Kodak. La canción ha aparecido en muchas compilaciones, particularmente en Now That's What I Call Music! 41 en Reino Unido en 1998.

## Posicionamiento en listas
| País           | Lista                            | Posición |
| -------------- | -------------------------------- | -------- |
| Alemania       | Offizielle Deutsche Charts       | 18       |
| Australia      | Kent Music Report                | 3        |
| Austria        | Ö3 Austria Top 40                | 12       |
| Bélgica        | Ultratop 50 Singles (Flandes)    | 4        |
| Canadá         | RPM Top 100 Singles              | 1        |
| Canadá         | RPM Adult Contemporary           | 1        |
| Canadá         | The Record                       | 1        |
| Estados Unidos | Adult Contemporary               | 5        |
| Estados Unidos | Billboard Hot 100                | 1        |
| Estados Unidos | Hot 100 Sales                    | 2        |
| Estados Unidos | Hot 100 Airplay                  | 1        |
| Estados Unidos | Cashbox Top 100 Singles          | 1        |
| Estados Unidos | Gavin Top 40                     | 2        |
| Estados Unidos | Gavin Adult Contemporary         | 3        |
| Estados Unidos | R&R Adult Contemporary           | 3        |
| Estados Unidos | R&R Contemporary Hit Radio       | 2        |
| Estados Unidos | R&R Full Service AC              | 7        |
| Finlandia      | Suomen virallinen lista          | 18       |
| Francia        | SNEP                             | 49       |
| Irlanda        | IRMA                             | 6        |
| Israel         | IBA                              | 2        |
| Japón          | Oricon                           | 1        |
| Noruega        | VG-lista                         | 10       |
| Nueva Zelanda  | Official New Zealand Music Chart | 8        |
| Países Bajos   | Nederlandse Top 40               | 7        |
| Países Bajos   | MegaCharts                       | 14       |
| Polonia        | LP3                              | 1        |
| Reino Unido    | UK Singles Chart                 | 12       |
| Suecia         | Sverigetopplistan                | 10       |
| Suiza          | Schweizer Hitparade              | 7        |

| País           | Lista                         | Posición |
| -------------- | ----------------------------- | -------- |
| Australia      | Kent Music Report             | 19       |
| Bélgica        | Ultratop 50 Singles (Valonia) | 38       |
| Canadá         | RPM Top 100 Singles           | 19       |
| Estados Unidos | Billboard Hot 100             | 41       |
| Estados Unidos | Cashbox                       | 18       |
| Países Bajos   | Nederlandse Top 40            | 58       |
| Países Bajos   | MegaCharts                    | 68       |

## Certificaciones
| País           | Organismo Certificador | Certificación | Ventas certificadas | Ref.   |
| -------------- | ---------------------- | ------------- | ------------------- | ------ |
| Canadá         | Music Canada           | Oro           | 50 000              | [ 44 ] |
| Dinamarca      | IFPI Dinamarca         | Oro           | 45 000              | [ 45 ] |
| España         | PROMUSICAE             | Oro           | 30 000              | [ 46 ] |
| Estados Unidos | RIAA                   | Platino       | 1 000               | [ 47 ] |
| Italia         | FIMI                   | Oro           | 50 000              | [ 48 ] |
| Reino Unido    | BPI                    | Oro           | 400 000             | [ 49 ] |

## Versiones de otros artistas
Tras su publicación, varios artistas realizaron una versión de «True Colors». En 1998, el cantante británico Phil Collins, grabó la canción para su álbum recopilatorio... Hits. Esta nueva versión estaba influenciada por el Jazz suave. El cantante de R&B Kenneth "Babyface" Edmond produjo y proporcionó coros. La pista logró alcanzar el puesto número #12 en el Billboard Bubbling Under Hot 100 de los Estados Unidos, el número #2 en la lista de Billboard Adult Contemporary y el número #26 en las listas de singles del Reino Unido. Alcanzó también el Top 40 en Austria, Canadá, Francia, Alemania y Hungría.